# Chimarra alcicorne
Chimarra alcicorne är en nattsländeart som beskrevs av Malicky 1995. Chimarra alcicorne ingår i släktet Chimarra och familjen stengömmenattsländor. Inga underarter finns listade i Catalogue of Life.